# Schwesternbuch

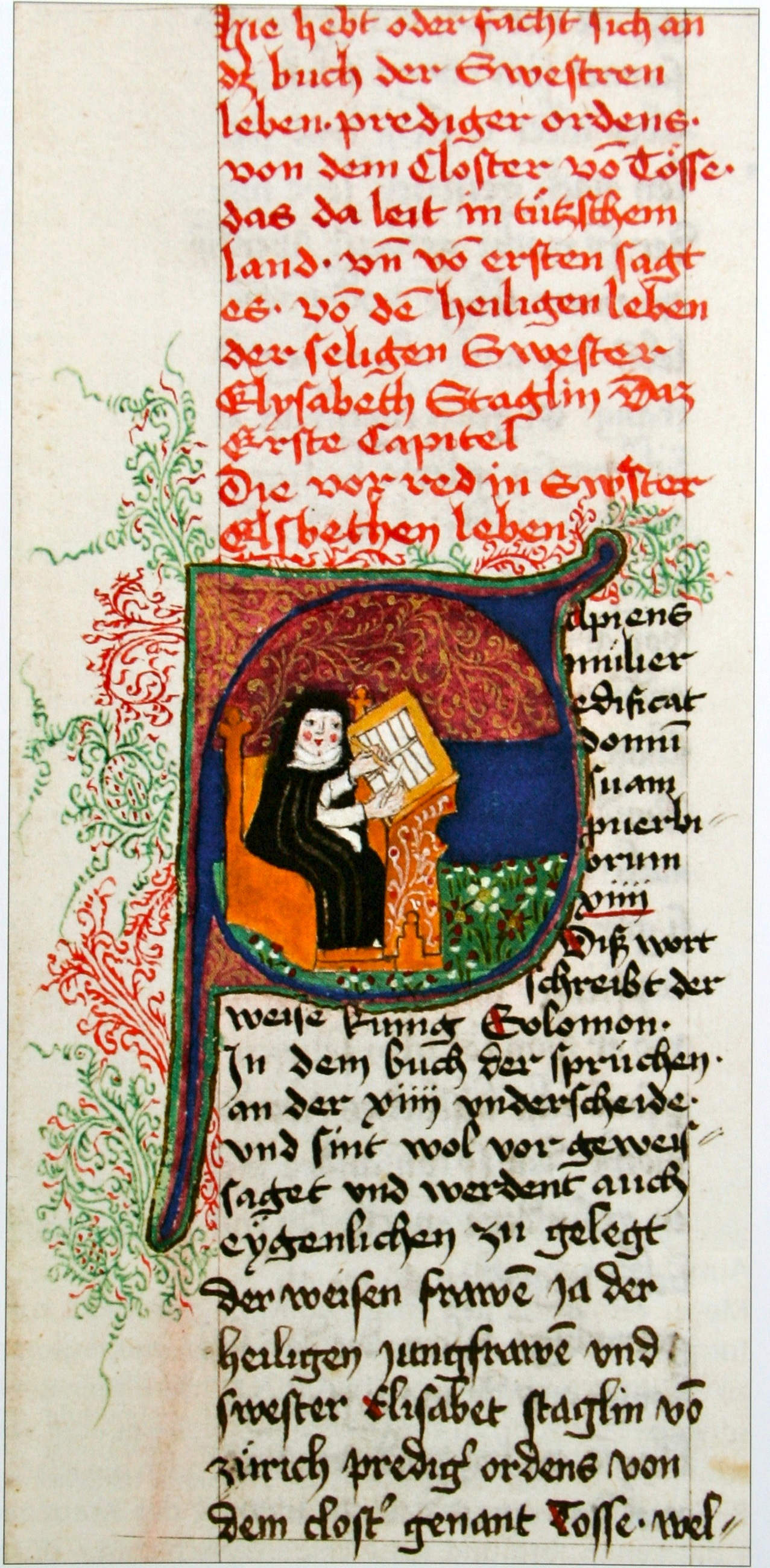
Manuscrit du Tösser Schwesternbuchs

Les Schwesternbuch (également désignées par le terme allemand Nonnenviten et, dans la littérature en anglais, Sister Books et Convent Chronicles) désignent un genre littéraire monastique germanophone proche des Vitae et d'autres récits hagiographiques, produit dans les couvents de dominicaines du Sud de l'Allemagne et de la Suisse au cours de la première moitié du XIVe siècle. Ce sont de courts récits des vies des moniales ou des expériences mystiques vécues par les religieuses.

## Œuvres
En l'état actuel des connaissances, l'inventaire des Schwesternbuch est exhaustif et comprend neuf œuvres : Les Schwesternbuch
- du monastère d'Adelhausen[1] à Fribourg-en-Brisgau
- de l'abbaye d'Engelthal près de Nuremberg
- du monastère de Gotteszell près de Schwäbisch Gmünd
- du monastère St-Katharinental près de Diessenhofen
- du monastère de Kirchberg près de Sulz am Neckar
- du monastère Oetenbach à Zurich
- du couvent de Töss près de Winterthour
- du monastère de Weil à Esslingen am Neckar
- du couvent des Unterlinden à Colmar (en latin).

Pour certaines de ces œuvres, le nom de l'auteure est connu :
- Adelhausen : Anne de Munzingen (de), † après 1327;
- Engelthal : Christina Ebner, † 1356;
- Kirchberg : Elisabeth von Kirchberg, † 1. H. 14. Jh.;
- Töss : Elsbeth Stagel, † um 1360;
- Unterlinden : Katharina de Gebersweiler, † 1330/45.

La notion d'auteur n'est alors pas la même qu'aujourd'hui. La plupart de ces œuvres, à l'exception de Engelthal et Unterlinden ont une forme ouverte, de telle sorte que le texte originel puisse être complété. Par conséquent, un collectif de rédactrices pourrait se cacher derrière l'auteure.
Les autres Schwesternbuch sont anonymes. Dans certains cas, il existe plusieurs versions d'un même Schwesternbuch dans lesquelles l'inventaire de base des vitae a été élargi ou raccourci. Plusieurs récits de révélations ou de vies de grâces de nonnes auparavant indépendants y sont incorporés en abrégé. La plupart des manuscrits qui existent encore à ce jour datent du XVe siècle, lorsque les textes ont été copiés, partiellement modifiés et transmis, en particulier dans les monastères réformés tels que le Monastère de Pillenreuth, le Couvent d'Inzigkofen et le Monastère de Catherine à Nuremberg. Le moine réformateur dominicain Johannes Meyer (1422-1482), notamment, a particulièrement encouragé la copie des Schwesternbuch, parfois avec une intention différente de l'original.

## Style et forme littéraire
Les Schwesternbuch se présentent le plus souvent sous la forme de courts récits de vies de femmes, des vitae, qui ne racontent pas leurs vies entières, mais seulement leur relation à Dieu et leur action dans la communauté monastique. Les Vitae fratrum des ordres dominicains masculins pourraient leur avoir servi d'inspiration, eux-mêmes inspirés des Vitae patrum.
Ces œuvres, tout comme les Vies de Grâces (de), présentent les caractéristiques structurelles et stylistiques des narrations légendaires. Le choix des mots et des motifs, en revanche, appartient au langage de la mystique féminine, tant en ce qui concerne leur vision cistercienne de l'amour de Dieu que par les concepts de la théologie spéculative dominicaine .
L'imagerie des textes est à considérer de manière littérale, notamment les récits de phénomènes de transsubstantiation. Ainsi, lorsqu'elles décrivent une scène dans laquelle une religieuse a une vision de l'enfant Jésus dans une hostie, il s'agit d'une vision de l'ordre du miracle eucharistique et de la présence réelle de Jésus-Christ dans le sacrement de l'eucharistie.

## Réception
Souvent dévalorisées par le passé et perçus comme l'expression du mysticisme superficiel de nonnes naïves, les Schwesternbuch reçoivent aujourd'hui une nouvelle attention pour leur caractère de preuve authentique d'une culture d'écriture monastique. Puisque les tracts théologiques n'étaient autorisés que pour les hommes, les femmes très instruites utilisèrent des formes narratives, en particulier sous la forme de récits de vision, pour présenter ou discuter des concepts de pensée et d'action religieuses.
En même temps, ces livres sont des documents importants pour l'histoire de la mystique rhénane et de la mystique féminine. Ils montrent que le mysticisme dans les monastères de femmes n'était pas seulement une conséquence du sermon dominicain, mais qu'il l'a plutôt précédé dans certains monastères. À la suite de ces discours sur les expériences religieuses des femmes, Maître Eckhart, Jean Tauler, Henri Suso et d'autres ont ensuite développé leur théologie mystique et leur pastorale.
La recherche historique aussi bien que théologique a été pendant longtemps très critique vis-à-vis des témoignages autobiographiques de vies de grâce monastiques. Les textes des Schwesternbuch du Moyen Âge tardif étaient en particulier considérés comme des témoignages superficiels d'une mystique de l'expérience qui transférait maladroitement dans le corporel des métaphores théologiques et témoignait ainsi d'une ignorance spirituelle. D'après la thèse d'Herbert Grundmann, la raison de l'importante expansion de la mystique féminine est une augmentation de la littérature d'édification religieuse populaire écrite pour les femmes, les mystiques féminines interprétant simplement les textes théologiques (écrits par des théologiens masculins) trop littéralement. Des études plus récentes, en revanche, mettent la description de l'expérience physique de la présence du Christ au premier plan et la présentent comme une particularité du mysticisme féminin ou examinent le caractère littéraire des textes, qui seraient potentiellement purement métaphoriques.